# Hejiadongxiang (ort i Kina, Hunan Sheng, lat 25,89, long 111,50)
Hejiadongxiang (kinesiska: 何家洞乡) är en ort i Kina. Den ligger i provinsen Hunan, i den södra delen av landet, omkring 300 kilometer sydväst om provinshuvudstaden Changsha. Antalet invånare är 9 055. Befolkningen består av 4 270 kvinnor och 4 785 män. Barn under 15 år utgör 16,0 %, vuxna 15-64 år 71 %, och äldre över 65 år 12,0 %.
Runt Hejiadongxiang är det ganska tätbefolkat, med 111 invånare per kvadratkilometer. Hejiadongxiang är det största samhället i trakten. I omgivningarna runt Hejiadongxiang växer i huvudsak blandskog.
Genomsnittlig årsnederbörd är 1 966 millimeter. Den regnigaste månaden är april, med i genomsnitt 291 mm nederbörd, och den torraste är oktober, med 41 mm nederbörd.